# Массе, Виктор
Викто́р Массе́ (настоящее имя — Феликс-Мария Массе; 7 марта 1822, Лорьян — 5 июля 1884, Париж) — французский композитор, музыкальный педагог, профессор Парижской консерватории.

## Биография

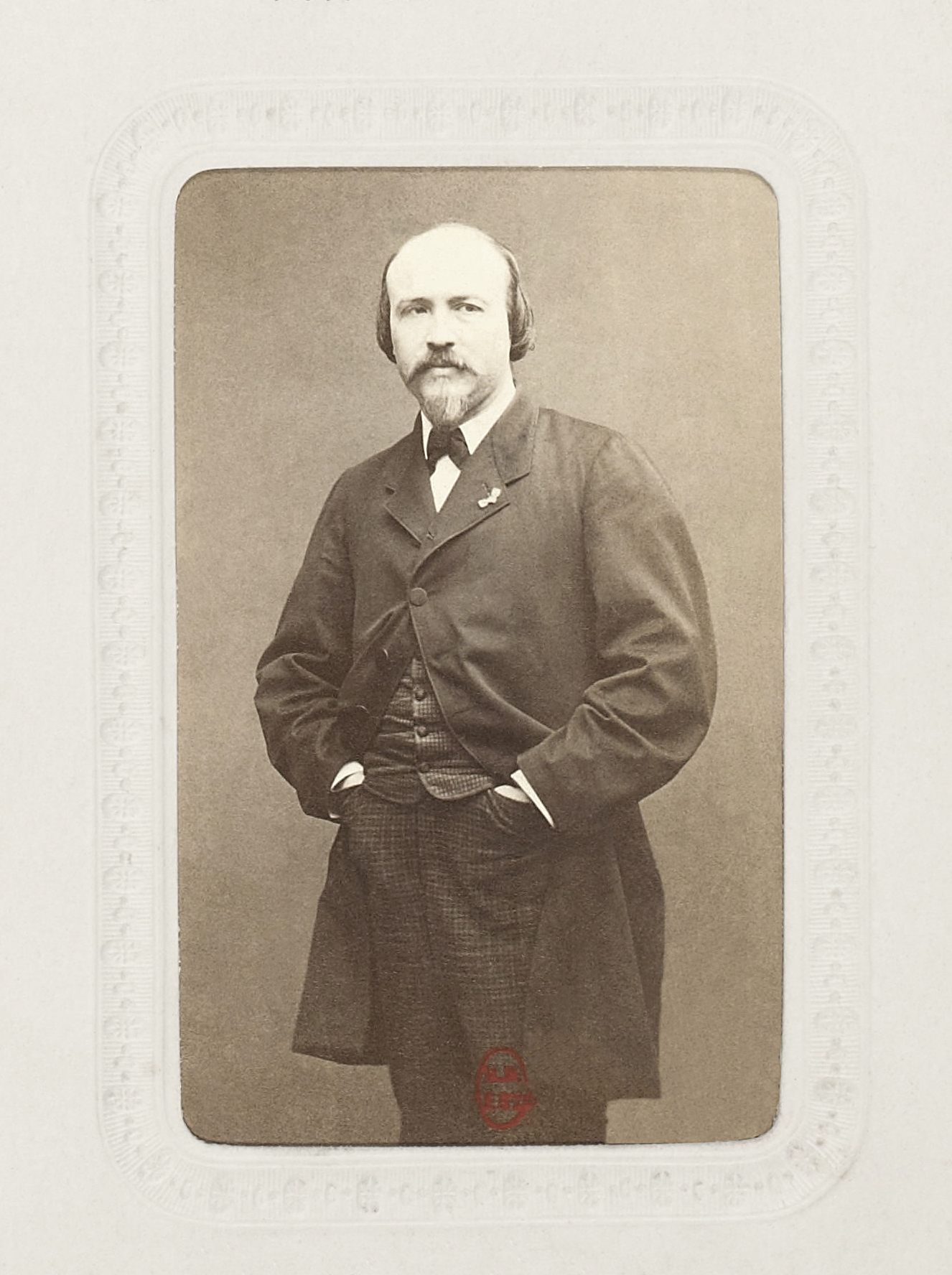
Виктор Массе. 1875 г.

Родился в семье рабочего-докера. После смерти отца вместе с матерью переехал в Париж. Начальное музыкальное образование получил в Королевском институте духовной музыки. Затем обучался в Парижской консерватории под руководством П. Циммермана (фортепиано) и Ф. Галеви (композиция).
В 1844 году получил Римскую премию за кантату «Ренегат Танжера» (Le rénégat de Tanger), которую представил в следующем году в Парижской опере. Как лауреат премии отправился совершенствоваться в Италию. Во время пребывания там сочинил оперу на итальянское либретто «Фаворитка и раба» — она была поставлена в 1855 году в Венеции.
Вернувшись во Францию, с 1860 года Массе работал хормейстером театра «Гранд-Опера». В 1866—1880 годах — профессор Парижской консерватории по классу композиции и контрапункта. В 1873—1875 годах преподавал в пансионате для девочек.
В 1872 году был избран членом Института Франции (академик Французская академия музыки). В 1877 году стал членом Королевской академии наук и искусств Бельгии.
Офицер ордена Почётного легиона.
Похоронен на кладбище Монмартр в Париже.

## Творчество

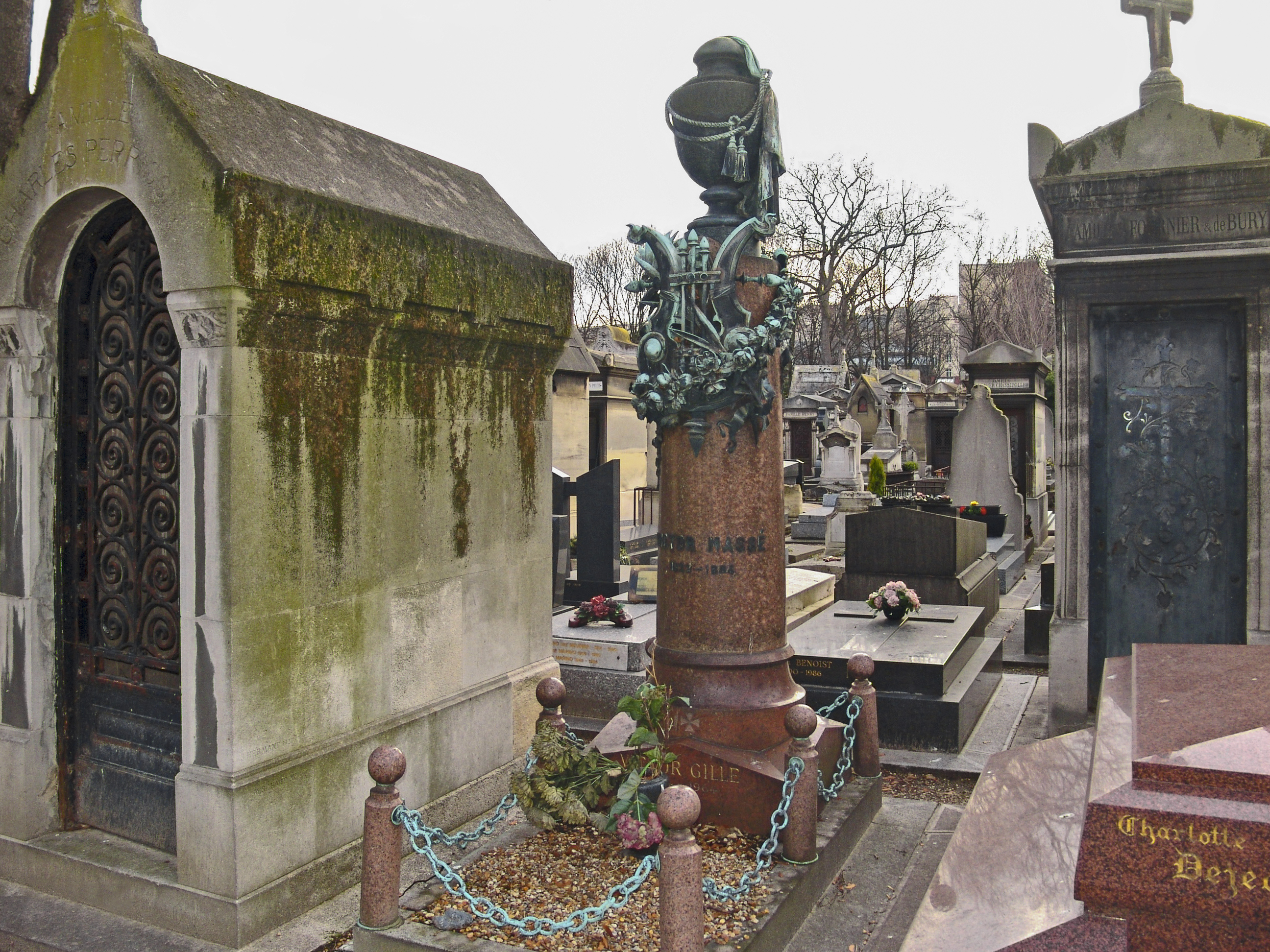
Могила Виктора Массе на кладбище Монмартр

В середине прошлого века оперы Массе занимали значительное место в репертуаре западноевропейских театров. Продолжая традиции французской комической оперы, Виктор Массе много воспринял от зародившейся в те годы во Франции оперетты. Всего он написал свыше 20 опер, почти все они были комические.  Среди его произведений наибольший успех имела опера «Свадьба Жанетты» (1853). 

## Избранные оперы
- 1849 — «Готическая комната» (La chambre gothique)
- 1850 — La chanteuse voilée (либретто Адольфа де Лёвена и Эжена Скриба)
- 1852 — «Галатея» (Galathée, либретто Жюля Барбье и Мишеля Карре)
- 1853 — «Свадьба Жанетты[фр.]» (Les noces de Jeannette, комическая опера на либретто Жюля Барбье и Мишеля Карре)
- 1854 — «Невеста дьявола» (La fiancée du diable, либретто Эжена Скриба и Г. Романда)
- 1855 — Miss Fauvette (либретто Жюля Барбье и Мишеля Карре)
- 1855 — «Времена года» (Les saisons, либретто Жюля Барбье и Мишеля Карре)
- 1856 — «Царица топазов» (La reine Topaze, 1856, либретто Локруа и Леона Батту)
- 1858 — Les chaises à porteurs
- 1859 — «Фея Карабосс» (La fée Carabosse, либретто Локруа и Фрера Когниярда)
- 1862 — «Мариетта-невеста»
- 1866 — Fior d’Aliza (по Ламартину)
- 1867 — Le fils du brigadier (либретто Эжена Лабиша и Делакура)
- 1876 — «Поль и Виржини» (Paul and Virginie, либретто Жюля Барбье и Мишеля Карре),
- 1885 — «Ночь Клеопатры» (Une nuit de Cléopâtre, либретто Жюля Барбье; поставлена посмертно).